# Ferrovia Berlino-Blankenheim
La ferrovia Berlino-Blankenheim è una linea ferroviaria tedesca, in parte dismessa, gestita dalla Deutsche Bahn.
È parte del complesso di linee dette Kanonenbahn, costruite per motivi strategici e militari.

## Caratteristiche

### Percorso
| Straight track | Straight track |  |

| Unknown route-map component "SBHF" | Station on track |  |

| Unknown route-map component "ABZglxr" | Unknown route-map component "KRZo" |  |

| Unknown route-map component "TSBHFu" | Unknown route-map component "KRZo" |  |

|  | Unknown route-map component "KRZu" | Unknown route-map component "KRZo" | Unknown route-map component "ABZq+lr" |  |

|  | Unknown route-map component "SKRZ-Au" | Unknown route-map component "SKRZ-Ao" | Unknown route-map component "SKRZ-Ao" |  |

|  | Unknown route-map component "ABZgr" | Straight track | Straight track |  |

|  | Unknown route-map component "KRZu" | Unknown route-map component "ABZgr" | Straight track |  |

|  | Unknown route-map component "SBHF" | Straight track | Straight track |  |

|  | Straight track | Unknown route-map component "ABZg+l" | One way rightward |  |

| Unknown route-map component "STR+l" | Unknown route-map component "TSHSTo" | Unknown route-map component "KRZo" |  |  |

| One way leftward | Unknown route-map component "ABZg+r" | Straight track |  |  |

| Unknown route-map component "SKRZ-Ao" | Unknown route-map component "SKRZ-Ao" |  |

| Unknown route-map component "SBHF" | Station on track |  |

| Unknown route-map component "eABZgl" | Unknown route-map component "eKRZu" |  |

| Small bridge over water | Small bridge over water |  |

| One way rightward | Unknown route-map component "ABZgr" |  |

| Unknown route-map component "eKRZu" |

| Unknown route-map component "STR+GRZq" |

| Stop on track |

| Small bridge over water |

| Station on track |

| Unknown route-map component "eTHSTu" |

| Unknown route-map component "ABZg+r" |

| Stop on track |

|  | Straight track | Unknown route-map component "STR+l" |

|  | Straight track | Station on track |

|  | Unknown route-map component "ABZg+l" | Unknown route-map component "ABZgr" |

|  | Unknown route-map component "SKRZ-Ao" | Unknown route-map component "SKRZ-Ao" |

|  | Unknown route-map component "ABZgl" | Unknown route-map component "ABZg+r" |

|  | Station on track | Straight track |

|  | Straight track | Non-passenger station/depot on track |

|  | Unknown route-map component "ABZgr" | Straight track |

|  | Unknown route-map component "ABZg+l" | Unknown route-map component "ABZgr" |

|  | Unknown route-map component "KRZu" | Unknown route-map component "ABZlr" |

| Unknown route-map component "KRZo" |

| Unknown route-map component "ABZg+r" |

| Station on track |

| Unknown route-map component "SKRZ-Au" |

| Station on track |

| Station on track |

| Small bridge over water |

| Stop on track |

|  | Unknown route-map component "eKRZo" | Unknown route-map component "exSTR+r" |

|  | Unknown route-map component "ABZg+l" | Unknown route-map component "eABZqlr" |

| Station on track |

| Unknown route-map component "eHST" |

| Station on track |

| Unknown route-map component "xABZgl" |

| Unknown route-map component "exSTR+GRZq" |

| Unknown route-map component "exBHF" |

| Unknown route-map component "exBHF" |

| Unknown route-map component "exBHF" |

| Unknown route-map component "exABZgr" |

| Unknown route-map component "exTBHFo" |

| Unknown route-map component "exABZg+l" |

| Unknown route-map component "exhKRZWae" |

| Unknown route-map component "KBHFxa" |

| Unknown route-map component "ABZgr" |

| Unknown route-map component "KRZo" |

| Unknown route-map component "ABZg+l" |

| Station on track |

| Unknown route-map component "xABZgl" |

| Unknown route-map component "exBHF" |

| Unknown route-map component "exBHF" |

| Unknown route-map component "ABZ+lr" | Unknown route-map component "xKRZo" |  |

| One way leftward | Unknown route-map component "xABZg+r" |  |

| Station on track |

| Unknown route-map component "ABZgr" |

|  | Unknown route-map component "KRZo" | Unknown route-map component "STR+r" |

|  | Unknown route-map component "ABZg+l" | One way rightward |

| Station on track |

| Unknown route-map component "ABZgl" |

| Station on track |

| Unknown route-map component "eABZgl" |

| Unknown route-map component "ABZg+r" |

| Station on track |

| Station on track |

| Unknown route-map component "ABZg+l" |

| Non-passenger station/depot on track |

| Straight track |